# سيد إدواردز
سيد إدواردز (بالإنجليزية: Cid Edwards)‏ هو لاعب كرة قدم أمريكية أمريكي، ولد في 10 أكتوبر 1943 في سلما في الولايات المتحدة، وتوفي في 6 أبريل 2013.

## وصلات خارجية
- سيد إدواردز على موقع مرجع كرة القدم المحترفة.كوم (الإنجليزية)